# Iuliu Winkler
Iuliu Winkler (n. 14 martie 1964, Hunedoara, Regiunea Hunedoara, Republica Populară Română) este un politician român de etnie maghiară, care a îndeplinit, în perioada 29 decembrie 2004–5 aprilie 2007, funcția de ministru delegat pentru comerț în cadrul Guvernului Tăriceanu.

## Cariera profesională
El a fost desemnat apoi de către UDMR pentru a ocupa funcția de secretar de stat în Ministerul pentru IMM-uri, Comerț, Turism și Profesii Liberale.
Prin decretul președintelui României din 30 iulie 2007, publicat in Monitorul Oficial nr. 516/31.07.2007, Iuliu Winkler a fost numit Ministru al Comunicațiilor și Tehnologiei Informației. El și-a preluat atribuțiile de ministru în mod oficial la data de 7 august 2007, în urma depunerii jurământului de credință în prezența președintelui României .
La alegerile europarlamentare din 25 noiembrie 2007, a candidat pentru postul de deputat în Parlamentul European pentru mandatul 2007-2009, dar aflându-se pe poziția 3 nu a fost ales, deoarece UDMR a obținut numai 2 locuri. Dar după renunțarea la mandat a lui Gyorgy Frunda pentru a prelua președinția Comisiei juridice la Adunarea Parlamentară a Consiliului Europei, Iuliu Winkler a devenit europarlamentar. El și-a depus demisia la Cabinetul Primului-Ministru la data de 1 decembrie 2007, potrivit biroului de presă al Guvernului.